# Vieska (Trnava)
Vieska (in ungherese Dunakisfalud) è un comune della Slovacchia facente parte del distretto di Dunajská Streda, nella regione di Trnava.